# David Koker
David Koker (Amsterdam, 27 november 1921 – Groß-Rosen/Dachau, 23 februari 1945) was een (aankomend) Nederlands-Joods dichter en vertaler, schrijver van het kampdagboek Dagboek geschreven in Vught en slachtoffer van de Holocaust. David Koker was geïnteresseerd in het jodendom; hij werd zionist, was lid van de religieus-zionistische jeugdvereniging Zichron Jaakov, leerde Hebreeuws, vertaalde psalmen en — samen met Jozeph Melkman (die zich na vestiging in Israel Jozeph Michman noemde) — moderne Hebreeuwse poëzie.

## Biografie
David Koker werd geboren in Amsterdam als zoon van de juwelenontwerper en bedrijfsleider van een juwelengrossier Jesaja Koker en Judith Koker-Presser. Hij had een broer, Max Koker (1927-2022) Hij bezocht het Amsterdamse Vossius Gymnasium, waar hij les kreeg van onder anderen D.A.M. Binnendijk en Jacques Presser en nauw bevriend raakte met Karel van het Reve. Enige tijd zat hij in de redactie van het schoolblad Vulpes en daarnaast gaf hij met enkele vrienden de illegale schoolkrant De ventilator uit, die vooral was gewijd aan literaire onderwerpen. De vrienden ontvingen een brief van Willem Frederik Hermans - leerling van het Barlaeus Gymnasium - die geestdriftig was over dit illegale initiatief. Een gedicht van David Koker dat in Vulpes was verschenen werd opgemerkt door Jeanne van Schaik-Willing. Dit had tot gevolg dat David Koker Menno ter Braak bezocht op de redactie van Het Vaderland. In 1939 gingen Van het Reve en David Koker beiden sociografie studeren, maar ze stopten hiermee in mei 1940. David Koker ging vervolgens geschiedenis studeren. Eind september 1942 ontving hij een brief van de Amsterdamse Universiteitsbibliotheek dat hij geen examens meer mocht afleggen.

### Deportatie Tweede Wereldoorlog
De niet-ondergedoken familie Koker werd in de nacht van 11 op 12 februari 1943 opgepakt en vervolgens naar Kamp Vught gebracht. Hier bleven ze tot juni 1944. Daarna werden ze naar Auschwitz gedeporteerd. Omdat ze tot de zogenaamde 'Philips-Joden' behoorden, werden ze niet vergast, maar tewerkgesteld in Reichenau in Neder-Silezië (Kamp Langenbilau, dat behoorde bij Groß-Rosen). Davids vader stierf daar. David werd ziek en ging mee met een ziekentransport van Groß-Rosen naar Dachau. Dit transport heeft hij niet overleefd. Zijn moeder en zijn broer zijn na de oorlog naar Nederland teruggekeerd. Zijn broer Max overleed in mei 2022 te Bloemendaal (Noord-Holland) 95, jaar oud.

## Dagboek geschreven in Vught
Het kampdagboek dat hij bijhield in Vught werd in delen uit het kamp gesmokkeld en bewaard door zijn vrienden in Amsterdam. Het is in 1977 uitgegeven, bezorgd en ingeleid door Karel van het Reve. Het manuscript bevindt zich in de collectie van het NIOD. In het Letterkundig Museum te Den Haag bevindt zich een Dossier David Koker met brieven van en aan David Koker.
In 2012 verscheen de Engelse vertaling: At the Edge of the Abyss: A Concentration Camp Diary, 1943-1944 bij Northwestern University Press. Kokers dagboek was in 2012 finalist voor de Jewish Book Award in de categorie 'Holocaust'.

## Citaat
Onderstaand gedicht van David Koker is overgenomen uit Karel van het Reves 'Inleiding' tot Dagboek geschreven in Vught, Amsterdam: G.A. van Oorschot 1977, p. 14.
Wat of de wereld is weet iedereen,
daarover hoef ik hier geen woord te zeggen,
aangezien hier geen filosofen zijn,
wien men die dingen altijd uit moet leggen.

De wereld wordt verdeeld in goed en kwaad
en ook in levende en dode zaken.
Als men u over God iets wijs wil maken,
dan zegt ge maar, dat die niet meer bestaat.

Dit is een kort begrip der werkelijkheid,
voldoende om in 't vervolg de weg te weten.
Twee dingen nog, ik zou ze haast vergeten:
Als men wil blijven leven, moet men eten
en menigeen, die naar een meisje vrijt
heeft van tevoren angst, erna vaak spijt.

## Publicaties
- D. Koker en J. Melkman, Modern-Hebreeuwse poëzie (bevat origineel met vertaling), Amsterdam: Joachimsthal 1941
- Dagboek geschreven in Vught (bezorgd en ingeleid door Karel van het Reve), Amsterdam: G.A. van Oorschot 1977